# Communist Party of India (Marxist-Leninist) Naxalbari
Communist Party of India (Marxist-Leninist) Naxalbari är ett underjordiskt politiskt parti i Indien. Partiet har sina rötter dels i Maoist Unity Centre, CPI(ML), dels i Raufs grupp i Andhra Pradesh.
MUC, CPI(ML) bildades när Kerala Communist Party och Maharashtra Communist Party slogs samman 1997. Dessa båda grupper var överlevande delstatsorganisationer från Central Reorganization Committee, CPI(ML) (som hade upplösts 1991). CRC, CPI(ML) är för övrit den grupp där Communist Party of India (Marxist-Leninist) Red Flag har sitt ursprung, och efter att Red Flag brutit sig loss 1987 fanns det inte mycket kvar av CRC, CPI(ML).
Rauf var ledare för Communist Party of India (Marxist-Leninist) Red Flags mindre avdelning i Andhra Pradesh. Stora delar av Raufs grupps ledning hade dödats av polisen på 80-talet, och de hade aldrig återhämtat sig sen dess. Rauf hade länge drivit en ultravänsterlinje inom Red Flag, och 2000 bröt han sig loss. Efter sammangåendet med CPI(ML) Naxalbari (tidigare MUC, CPI(ML)) blev Rauf generalsekreterare för det nya partiet.
CPI(ML) Naxalbari är medlemmar av Revolutionary Internationalist Movement (en maoistisk 'international') och CCOMPOSA. Medlemskapet i RIM är ett arv från CRC, CPI(ML), som var en av RIM:s tre grundare.
CPI(ML) uppmanar till väpnad revolution och erkänner endast partier som Communist Party of India (Marxist-Leninist) Peoples War och Maoist Communist Centre of India som kommunister.